# Sicyopterus cynocephalus
Sicyopterus cynocephalus és una espècie de peix de la família dels gòbids i de l'ordre dels perciformes.

## Morfologia
- Els mascles poden assolir 16,5 cm de longitud total.[4][5]

## Hàbitat
És un peix d'aigua dolça, de clima tropical i demersal.

## Distribució geogràfica
Es troba a les Filipines, Indonèsia i Papua Nova Guinea.

## Observacions
És inofensiu per als humans.